# Evron (Gouessant)
Der Evron (auch: Évron) ist ein Fluss in Frankreich, der im Département Côtes-d’Armor in der Region Bretagne verläuft. Er entspringt beim Weiler Tantouille, im Gemeindegebiet von Plémy, entwässert generell in nördlicher Richtung und mündet nach rund 26 Kilometern an der Gemeindegrenze von  Coëtmieux und Morieux im Rückstau der Barrage Les Pont Neufs als linker Nebenfluss in den Gouessant.

## Orte am Fluss
(Reihenfolge in Fließrichtung)
- Moncontour
- Coëtmieux